# Fernando Rodolfo
Fernando Rodolfo Tenório de Vasconcelos (Garanhuns, 17 de novembro de 1983), é um jornalista, redator, radialista e político brasileiro filiado ao Partido Liberal (PL).

## Biografia
Fernando Rodolfo, tentou pela primeira vez sua corrida pra uma vaga na câmara federal e obteve 52 824 votos. Antes de concorrer a uma vaga de deputado federal, Fernando Rodolfo trabalhou como apresentador de TV de uma emissora pernambucana afiliada do SBT. Conseguiu uma vaga para deputado federal por Pernambuco pelo Partido Humanista da Solidariedade (PHS).
Como presidente da Comissão de Previdência, Assistência Social, Infância, Adolescência e Família da Câmara, Rodolfo presidiu a sessão que votou uma proposta de lei que proibia o casamento homossexual. Posteriormente, a rádio Itatiaia confirmou a informação que Fernando faltou ao enterro do pai, Carlos Fernando dos Santos, de 67 anos, para presidir a sessão.